# Софіївка (селище, Криворізький район)
Софі́ївка — селище в Україні, центр Софіївської селищної громади Криворізького району Дніпропетровської області. Колишній центр Софіївського району. 

## Географічне розташування
Селище Софіївка знаходиться на березі річки річки Кам'янка, вище за течією примикає село Запорізьке, нижче за течією примикає село Вишневе. Через селище проходять автомобільні дороги Н11 та Т 0419.

## Історія
Засноване між 1791 та 1796 роком генералом Дуніним і назване на честь своєї нареченої Софії. Заселення Софіївки пов'язане із заселенням степів між річками Базавлук і Саксагань осілими сімейними людьми за розпорядженням Новоросійської канцелярії у 1770–1780 рр.
За даними на 1859 рік у казенному селі Верхньодніпровського повіту Катеринославської губернії існувало 510 дворів, в яких мешкало 4011 осіб (2038 чоловічої статі та 1973 — жіночої), існувала православна церква, відбувалось 4 ярмарки на рік.
З 1866 по 1896 рік в Софіївці працювали земські лікарі Йосип Антонович Мрозовський (1826-1904) та Петро Михайлович Сочинський (1855-1913).
Станом на 1886 рік у селі, центрі Софіївської волості Верхньодніпровського повіту Катеринославської губернії, мешкало 3542 особи, налічувалось 550 дворових господарств, існували православна церква, єврейський молитовний будинок, школа, постоялий двір, 5 лавок та 2 винних склади, відбувалось 4 ярмарки на рік, базари по четвергах.
За переписом 1897 року кількість мешканців зросла до 9327 осіб (4593 чоловічої статі та 4734 — жіночої), з яких 8853 — православної віри, 390 — юдейської.
1908 року населення колишнього державного села (разом з хуторами Бувальці, Широкий та Водяний) зросло до 14696 осіб (7182 чоловік та 7514 — жінок), налічувалось 2020 дворових господарств.
В 1914 Тур Павло Максимович купляв у Дем'яна Ілліча Кириченка 13 десятин землі, а Іван Софронович Турівний купував 10 десятин  землі  у Опанаса Андрійовича Гаркуши  та його дружини Єлизавети Іванівни  під заставу своєї землі у розмірі 18 десятин при Софіївці.
Під час Визвольних змагань 1917-1920 років у Софіївці знаходився штаб відомого повстанського отамана Малашко
Земельним кодексом УСРР від 1922 року землі сільськогосподарського призначення перейшли  у відання Народного комісаріату землеробства та його місцевих органів.  Почався перерозподіл землі, який проходив з багатьма порушеннями та зловживаннями.
В радянський період Софіївська сільська рада поділялася на дві частини: Софіївка І — колгоспи «Запорожець», «Путиловець», Прогрес", Ленінський шлях".  Софіївка ІІ — колгоспи «Соцштурм», «Червоноармієць», «Друга п'ятирічка».
У 1934 в колгоспі "Соцштурм" проходила Планова генеральна чистка членів КПРС.Головою комісії був Жан Карлович Силиндрик. Розглядали справи Матвія Кіловчука, Івана Філя, Павла Степури та інших. 
Перед початком Німецько-радянської війни головою Софіївського РВ НКВС служив Іванов Іван Лукич (1903-?)
З 1944 головою Софіївського районного виконкому  працював Коваленко Андрій Лукич (1902-?), уродженець села Башмачка, а у  1946 на посаду   керуючого  Софіївського Державного банку був  призначений Кіловчук Матвій Миколайович.
У 1951 першим секретарем Софіївського райкому працював Лобань  Андрій Лаврентійович (1909-?), другим секретарем  - Ковалевський Федосій Васильович (1921-?), секретарем - Чемерис Михайло Степанович (1913-1997)
В 1953 Інструктор відділу партійних, профспілкових та комсомольських органів Дніпропетровського Обкому партії Заінчковський  у своїй докладній записці описав  факти морально-побутового розкладання та аморальних вчинків секретарів комсомольських організацій Софіївського району, зокрема секретаря  райкому комсомолу Терещенка, секретаря  комсомольської організації колгоспу Жданова Литвинова та інших. У цьому ж році   в.о. начальника Софіївського МВС Половинко надіслав першому секретарю Софіївського райкому Лобаню А.Л. Подання  «Про порушення радянської торгівлі в системі Софіївського райспоживспілки», в якому наводилися факти, які свідчили про те, що багато товарів широкого вжитку як то гардини, швейні машини, шифер не доходили до селян, а викупалися самими робітниками Софіївської райспоживспілки та їх знайомими. 
4 листопада 2014 року у селищі невідомі завалили пам'ятник Леніну.

## Населення

### Мова
Розподіл населення за рідною мовою за даними перепису 2001 року:
| Мова            | Кількість | Відсоток |
| --------------- | --------- | -------- |
| українська      | 7762      | 94.16%   |
| російська       | 395       | 4.79%    |
| білоруська      | 19        | 0.23%    |
| вірменська      | 6         | 0.07%    |
| румунська       | 1         | 0.01%    |
| польська        | 1         | 0.01%    |
| німецька        | 1         | 0.01%    |
| інші/не вказали | 58        | 0.72%    |
| Усього          | 8243      | 100%     |

## Економіка
- ТОВ «Злагода».
- ТОВ «Євро-Млин».
- ТОВ «Перемога-Агро».
- Софіївський комбікормовий завод.
- ВАТ «Софіївський сирзавод».

## Об'єкти соціальної сфери
- Комунальний заклад «Софіївська опорна загальноосвітня школа І-ІІІ ступенів» Софіївської селищної ради Софіївського району Дніпропетровської області.
- Вечірня школа.
- 3 дитячих садочки.
- Софіївський професійний ліцей.
- Комунальний заклад «Будинок творчості».
- Дитяча юнацька спортивна школа.
- Музична школа.
- Районна лікарня.
- Софіївська районна федерація важкої атлетики.
- Її історія: Софіївська федерація важкої атлетики та армспорту. Створена в 2000 році. Президент федерації і тренер, майстер спорту СРСР з важкої атлетики Круглик Віктор Олексійович. За роки роботи федерації виховані чемпіони України: з пауерліфтінгу Сергій Кобзар (юнаки), чемпіон Європи та світу Сергій Назаренко, (версія WPC), який встановив у 2004 році рекорди Європи та світу у жимі лежачи серед юнаків до 16 років, дворазовий чемпіон України Євген Адамчук (армспорт, юнаки), чемпіон України серед спортсменів «Інваспорту», учасник чемпіонатів Європи (Болгарія 2008 р) і світу (Канада 2008 рік, Італія 2009 рік) Олександр Буря (армспорт, юнаки), дворазовий призер чемпіонатів Європи, учасник чемпіонату світу (4 місце, Болгарія, 2007 рік) з армспорту Євген Адамчук, учасник чемпіонату Європи Сергій Недоруба (Болгарія 2005 рік). Призерами чемпіонатів Європи з армрестлінгу ставали Денис Порожняк, (Туреччина 2011 рік), Діана Бугай (Росія, 2010), Максим Дяков (Литва 2013), призерами чемпіонату світу з армрестлінгу ставали Олександр Буря, дві срібні медалі, (США, 2010 рік) та Олексій Кучерявий (Бразилія, 2012 рік, одна срібна медаль). Чемпіонами України серед ветеранів з важкої атлетики та пауерліфтінгу ставали Анатолій Вичеровський, Віктор Круглик, Павло Табацкий. Призером чемпіонатів Європи серед ветеранів ставав Віктор. Круглик. Виховані безліч чемпіонів і призерів чемпіонатів та Кубків України з пауерліфтінгу, армспорту, важкої атлетики — Сергій Кончак, Валентина Евчева, Євген Гойденко, Ірина Назаренко, Денис Порожняк, Богдан Круглик, Юрій Круглик, Лілія Маркіна, Владас Кулявичюс, Олександр Семеряга, Максим Дяков, Діана Бугай, Аліна Костик, Серед вихованців федерації майстра спорту України, безліч кандидатів у майстри спорту.

## Пам'ятки
Курган Могила-Бабцева знаходиться на захід від селища Софіївка. На карті генштабу зазначено, що висота кургану становить 6 м. Вершина кургану вказана як Висота-122.2.

## Релігія
У 1870 році була заново відбудована дерев'яна Миколаївська церква, а у 1904 була побудована кам'яна Успенська церква.
Наразі в селищі Софіївка розташовані наступні сакральні споруди релігійних громад: 
- Свято-Софіївський храм[18];
- Церква Адвентистів сьомого дня (вул. Південна, 74);
- Церква "Дім Молитви "Відродження" (вул. Поштова, 5).

## Відомі земляки
- Демченко Сергій Вікторович (1986-2022) — капітан Національної поліції України, учасник російсько-української війни.
- Валентин Іванович Зноба (1929—2006) — народний художник України, лауреат Національної премії імені Тараса Шевченка, академік Академії мистецтв України;
- Іванюк Валерій Євгенович (1968—2018) — старшина Збройних сил України, учасник російсько-української війни.
- Кривошея Володимир Володимирович — головний науковий співробітник Інституту політичних і етнонаціональних досліджень ім. І. Ф. Кураса НАН України, доктор історичних наук.
- Петренко Марко Захарович (1910—1985) — український радянський мистецтвознавець.
- Федорченко Родіон Якович (1885-1930) — отаман, учасник повстанського руху на Криворіжжі, командував Верхньодніпровським повстанським полком. Розстріляний  органами НКВС у Дніпропетровську
- Федорченко-Тихий Дмитро Васильович (1901—1984) — учасник повстанського руху на Криворіжжі, декан Львівського сільськогосподарського інституту (1947—1950), перший завідувач кафедри тракторів і автомобілів, кандидат технічних наук.